# Doreen Assaad
Pour les articles homonymes, voir Assaad.
Doreen Assaad, née le 23 juin [Quand ?] au Canada, est une femme politique québécoise. Elle est mairesse de la ville de Brossard depuis 2017,,, elle a été réélue en 2021. Elle a également été conseillère municipale de 2009, à 2017. Elle est la deuxième femme mairesse de l’histoire de la ville de Brossard.

## Études
Doreen Assaad est diplômée de l’Université de Montréal en mathématiques appliquées et en informatique. Comme spécialiste de l’optimisation des processus d’affaires, elle a travaillé au sein de grandes entreprises dont le Mouvement Desjardins, le Canadien National ainsi que chez Bombardier Aéronautique. Elle est aussi certifiée en tant qu’agent Lean Six Sigma ceinture noire. Cette méthode est utilisée dans des démarches de réduction de la variabilité dans les processus et vise ainsi à améliorer la qualité globale des services[réf. nécessaire].

## Carrière politique
Doreen Assaad a été élue conseillère municipale le 3 novembre 2009, pour le district 1 à Brossard, puis elle a été élue pour un second mandat à titre de conseillère municipale pour le district 9, toujours à Brossard.
À titre de conseillère municipale, Doreen Assaad a siégé sur bon nombre de comités, dont celui de la famille et aînés, le comité interculturel, le comité consultatif sur l’environnement et le développement durable et le comité consultatif d’urbanisme. À ce titre, elle a œuvré à mettre en place de nouvelles politiques pour l’amélioration de la qualité de vie des citoyens et en faisant la politique autrement.
Élue mairesse en novembre 2017, Doreen Assaad a été réélue avec une forte majorité en 2021,.
Elle a été élue membre du conseil d'administration de l'Union des municipalités du Québec le 21 février 2023, pour un mandat de deux ans. Elle est membre de la Commission des Assises 2023 de l’Union des municipalités du Québec (UMQ), de la Commission de l'aménagement et des transports et de la Commission sur le développement économique et de la Commission de la culture, des loisirs et de la vie communautaire.
Doreen Assaad fait partie de la commission de développement économique, des finances et de l’emploi de la Communauté métropolitaine de Montréal (CMM) et elle est membre de la commission spéciale du PMAD  Elle est vice-présidente du Réseau de transport de Longueuil (RTL), Madame Assaad siège également au conseil d’administration de Tourisme Montérégie depuis 2022.
Doreen Assaad est membre du comité exécutif de l’agglomération de Longueuil et elle siège au conseil de l’agglomération de Longueuil. Elle est également présidente d’Espace MUNI, un organisme qui accompagne et soutient les municipalités et les MRC afin d’offrir des milieux de vie sains, actifs, solidaires, inclusifs et durables.